# Câmpulung Moldovenesc
Câmpulung Moldovenesc (hasta 1950 conocida como Câmpulung; en alemán: Kimpolung) es una ciudad con estatus de municipiu de Rumania en el distrito de Suceava, ubicado en la histórica región de Bucovina. En 2012 tenía una población de 20 166 habitantes. En la ciudad se encuentra el Colegio Militar "Stefan cel Mare" (ex Liceo Militar "Stefan cel Mare"). Recibió el estatus de ciudad en 1995.

## Geografía
Se encuentra a una altitud de 645 m sobre el nivel del mar a 477 km de la capital, Bucarest. Situada en un valle atravesado de oeste a este por el río Moldova (no confundir con el río Moldava, que atraviesa la República Checa), la pequeña ciudad está rodeada a lo largo por pequeñas montañas al norte y al sur. 
Estando en el sistema montañoso de los Cárpatos orientales exteriores, en la región histórica de Bucovina, algunos de los picos más altos de la región como Rarău (1650 m sobre el nivel del mar) se encuentran a escasos 25 km desde el centro de Câmpulung Moldovenesc.

## Demografía
Según estimación 2012 contaba con una población de 20 166 habitantes.
| 1948   | 1956   | 1966   | 1977   | 1992   | 2002   | 2012   |
| 11 041 | 13 627 | 15 031 | 18 648 | 22 143 | 20 041 | 20 166 |

## Imágenes

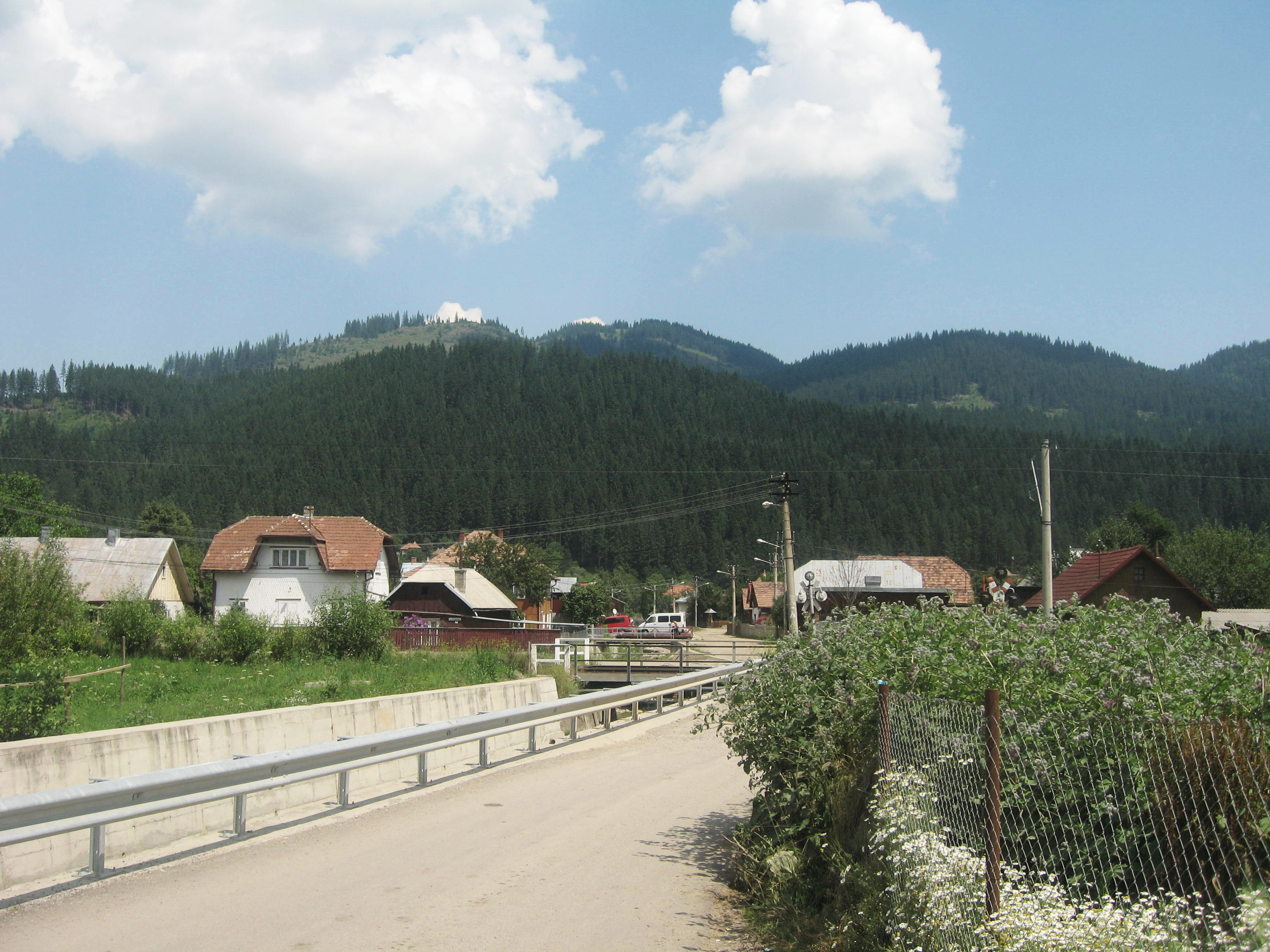
Paisaje de montaña vista desde Calea Bucovinei.
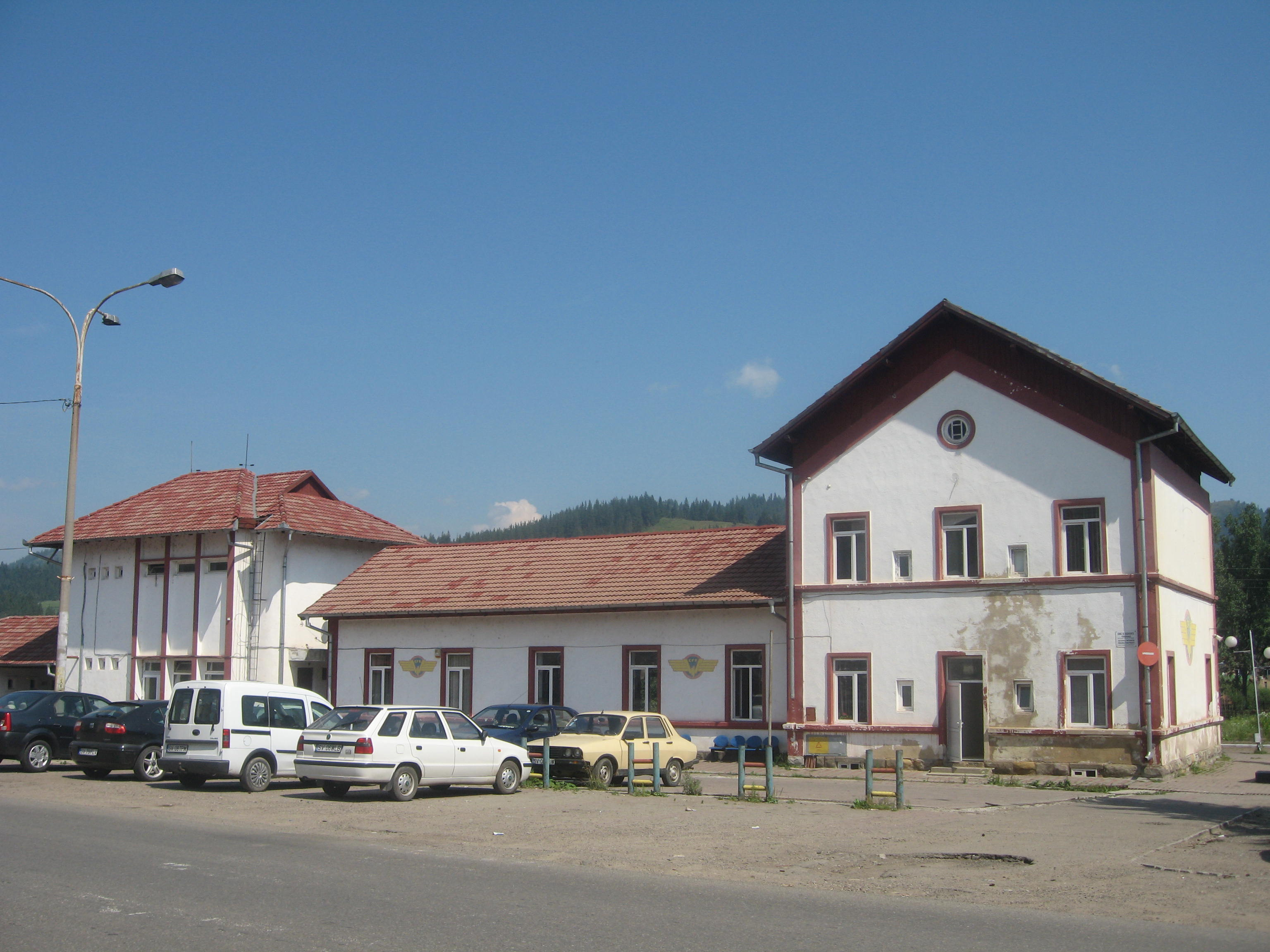
Estación de tren de Câmpulung Moldovenesc
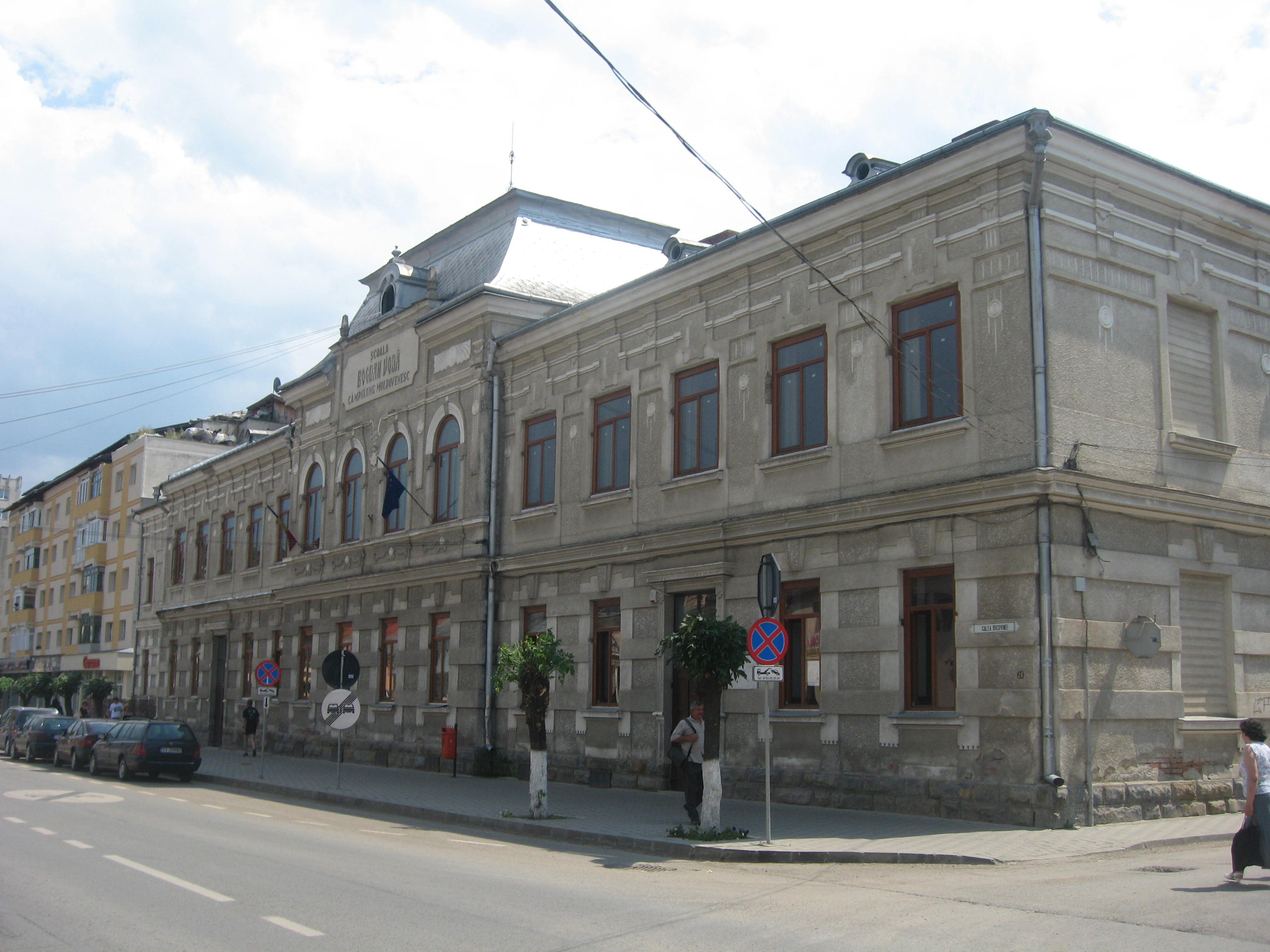
Escuela "Bogdan Vodă"
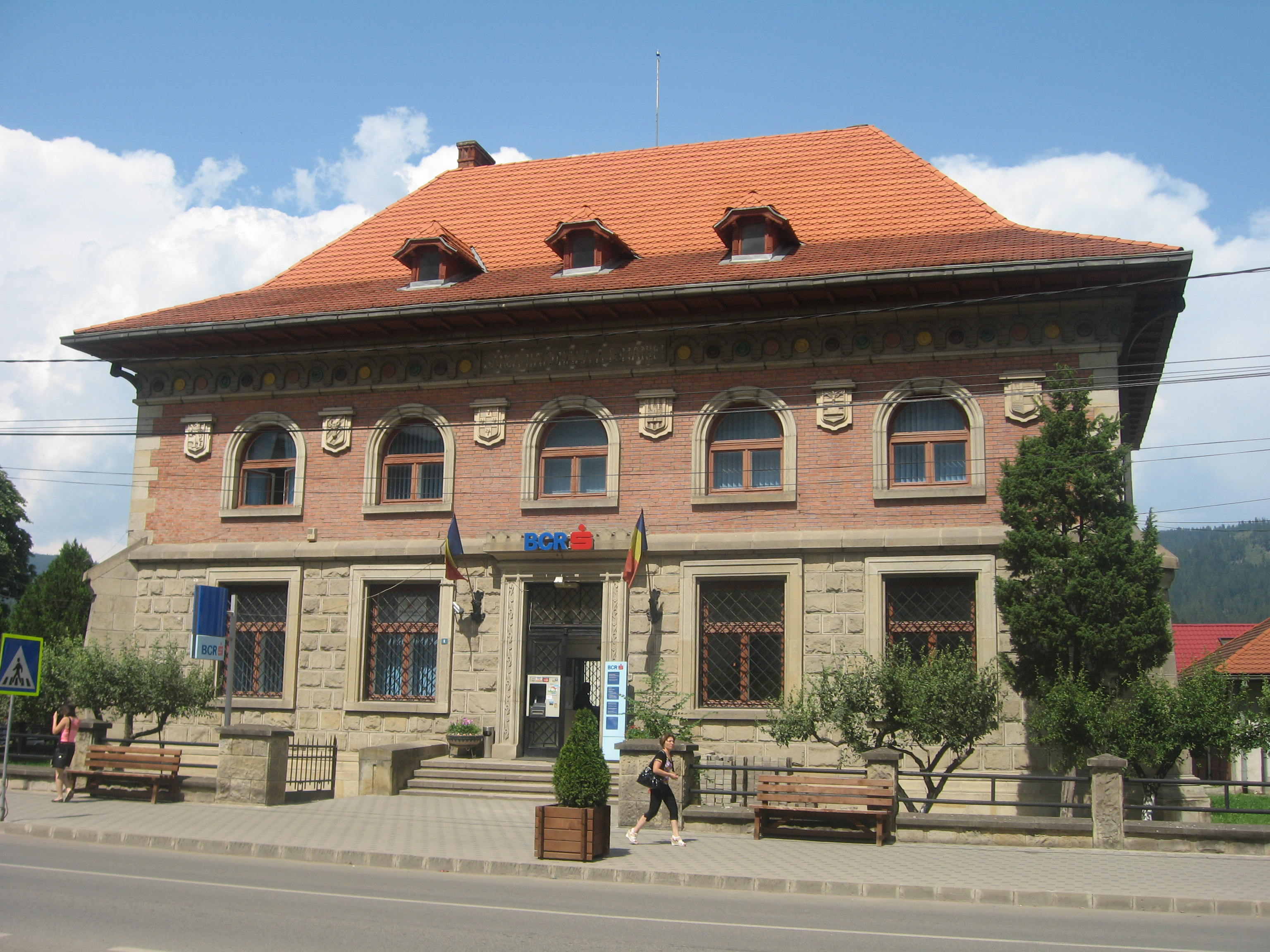
Edificio del banco BCR, declarado monumento histórico
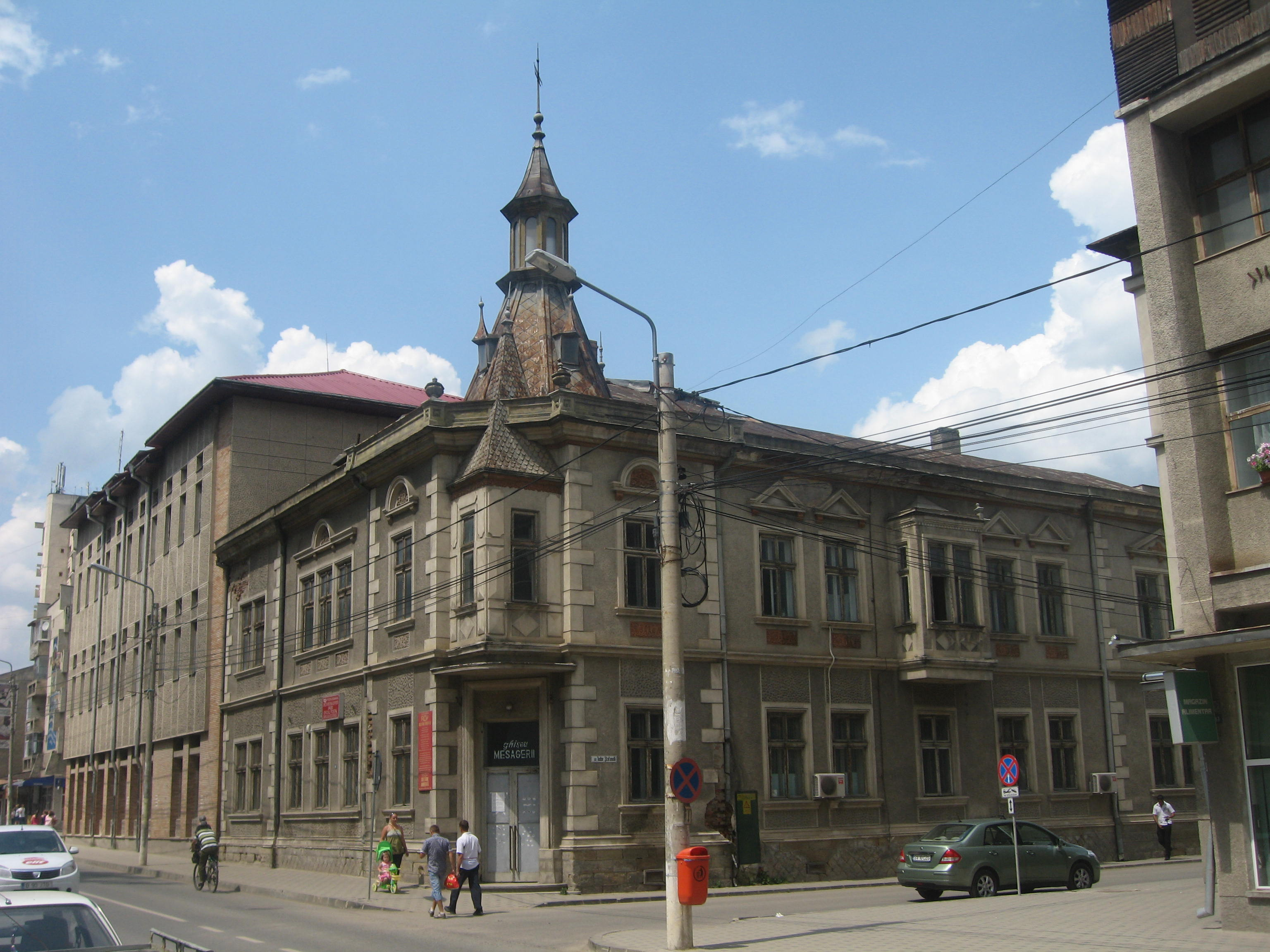
Oficina de correos de Câmpulung Moldovenesc
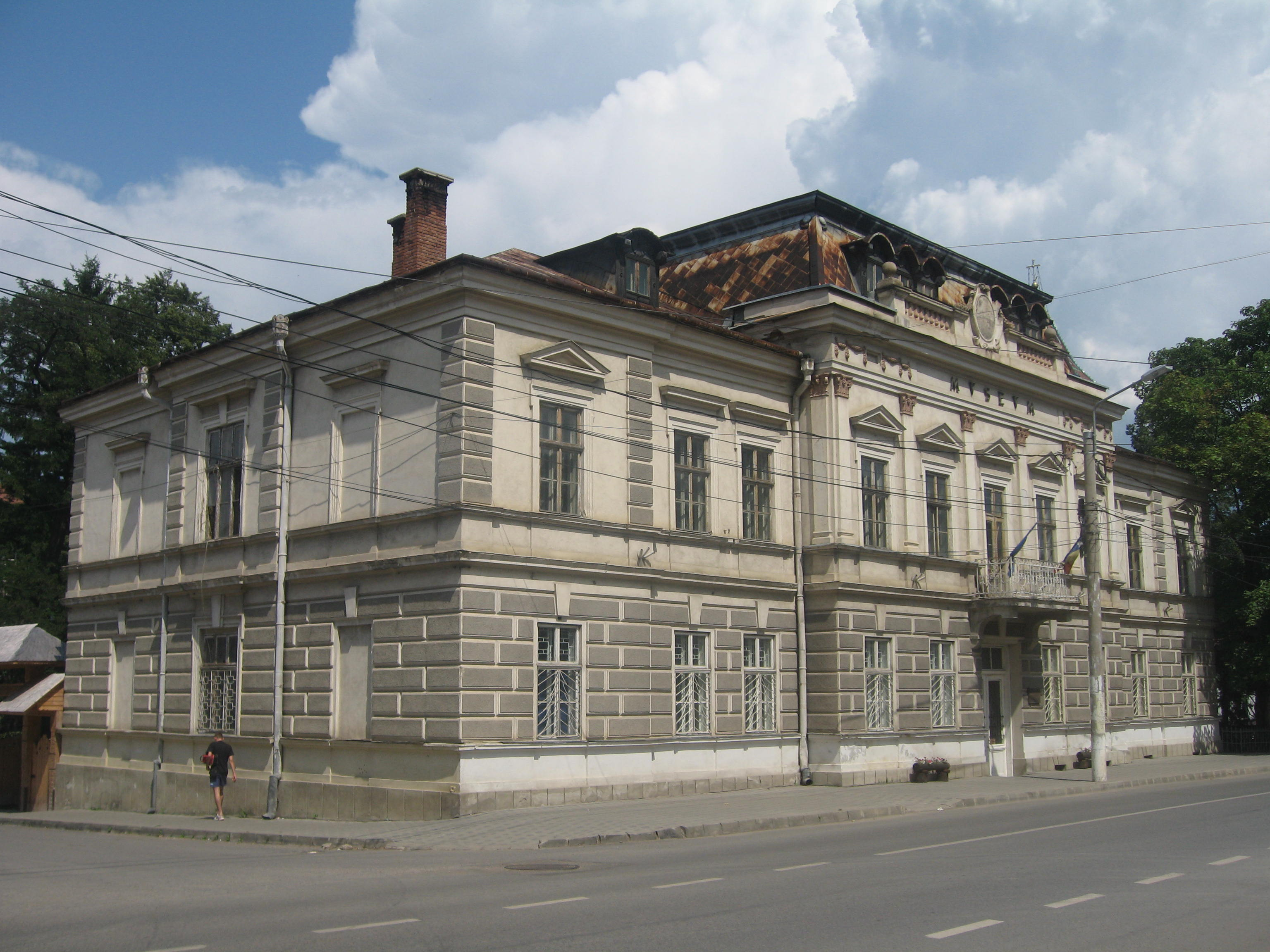
Museo "Arta Lemnului", declarado monumento histórico